# Boi (zodíaco)

O Boi ou Búfalo

O Boi ( 牛 ) é um dos animais do ciclo de 12 anos que aparece no Zodíaco da Astrologia chinesa e no Calendário chinês.
- Zang-Fu: Gan
- Anatomia: Fígado
- Canal 5 Shen: Hun Yin
- Nível Energético: Jue Yin Pé
- Deus Grego: Héstia
- Ligação: Cachorro

## Atributos
Gentis, amantes da paz, possuem grande força física que os torna perigosos quando zangados. Conservadores, independentes, confiando e aceitando os outros por aquilo que são. Eles podem ser pouco românticos, mas não há falta de afeto para uns poucos amigos escolhidos. Nos negócios, eles freqüentemente trazem prosperidade - não através de imaginação empreendedora e risco, mas como resultado de pensamento lógico, praticidade resoluta e constância honesta.

## Nascidos sob o signo de Boi[1]
Lembre-se de que esta é a data do Hemisfério Norte, pois há uma diferença entre os 2 Hemisférios citada na página Feng Shui
| Data de nascimento | Data de nascimento | Signo e Elemento |
| Início             | Fim                | Signo e Elemento |
| ------------------ | ------------------ | ---------------- |
| 25/01/1925         | 12/02/1926         | Boi de Madeira   |
| 11/02/1937         | 30/01/1938         | Boi de Fogo      |
| 29/01/1949         | 16/02/1950         | Boi de Terra     |
| 15/02/1961         | 04/02/1962         | Boi de Metal     |
| 03/02/1973         | 22/01/1974         | Boi de Água      |
| 20/02/1985         | 08/02/1986         | Boi de Madeira   |
| 07/02/1997         | 27/01/1998         | Boi de Fogo      |
| 26/01/2009         | 13/02/2010         | Boi de Terra     |
| 12/02/2021         | 31/01/2022         | Boi de Metal     |

## Tipos de Boi
- Metal: honestos, esforçados, opiniosos, inflexíveis, crédulos; se conseguirem relaxar, chegarão ao sucesso.
- Madeira: geniosos, conservadores, não se importam com as conseqüências de seu temperamento vulcânico. Um pouco de "cabeça fria" lhes granjearia mais amigos.
- Água: pacifistas, bons ouvintes, bons amantes e sem ambições pelo próprio progresso. Água é o elemento fixo e natural do Boi/Búfalo.
- Fogo: gentis, sociáveis, enérgicos. Se conseguirem relaxar e aceitar as mudanças, chegarão ao sucesso.
- Terra: preferem uma vida estável e pacífica. Não são ambiciosos, mas trabalham duro.